# マルシアル・ボバディジャ・ギジェン

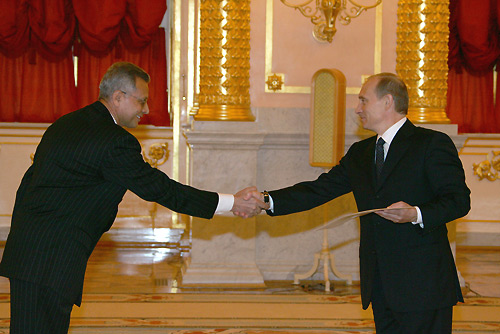
プーチン大統領に信任状を捧呈するボバディジャ大使（2005年11月）

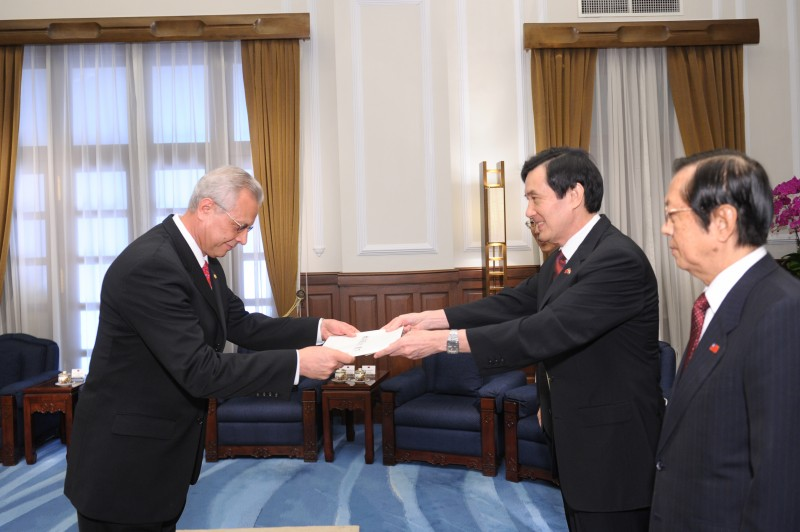
馬英九総統に信任状を捧呈するボバディジャ大使（2013年8月）

マルシアル・ボバディジャ・ギジェン（スペイン語: Marcial Bobadilla Guillén、ロシア語: Марсиал Бобадилья Гильен、繁体字中国語: 柏馬紹、1951年8月23日 - ）は、パラグアイの外交官、大使。アスンシオン出身。

## 経歴
1976年、アスンシオン国立大学（UNA）を卒業。
1979年6月1日より、在アメリカ合衆国パラグアイ大使館で初めての在外勤務。1980年3月18日、在米大使館の二等書記官に昇格。1986年6月10日、在米大使館の一等書記官に昇格。1988年から1990年にかけて、在米州機構臨時代表を務める。1991年12月から1993年3月にかけて、在米州機構代表を務める。1993年から1997年にかけて、本省勤務。1997年2月17日より、在ロシアパラグアイ大使館で臨時代理大使。1999年8月28日より、在ドイツパラグアイ大使館で公使。2003年5月から9月にかけて、在米大使館で公使として商務担当。2003年から2005年にかけて、本省勤務。
2005年11月8日、在ロシアパラグアイ大使として、モスクワのクレムリンでウラジーミル・プーチン大統領に信任状を捧呈した。在ロシア大使として駐箚している期間に、非常駐の在アゼルバイジャン大使、在アルメニア大使、在ウズベキスタン大使、在カザフスタン大使、在ベラルーシ大使も兼任していた。
2012年6月より、本省勤務。
2013年8月1日、在中華民国パラグアイ大使として、台北の中華民国総統府で馬英九総統に信任状を捧呈した。2020年12月11日、ボバディジャ大使は離任に当たって中華民国とパラグアイの友好関係に貢献した功績を讃えられ、蔡英文総統に代わって呉釗燮外交部長より大綬景星勲章を受章した。